# Dunoon, Skottland
Dunoon är en ort i Storbritannien.   Den ligger i kommunen Argyll and Bute och riksdelen Skottland, i den nordvästra delen av landet, 600 km nordväst om huvudstaden London. Dunoon ligger 10 meter över havet och antalet invånare är 7 981.
Terrängen runt Dunoon är lite kuperad. Havet är nära Dunoon österut. Runt Dunoon är det ganska tätbefolkat, med 54 invånare per kvadratkilometer. Närmaste större samhälle är Greenock, 10,1 km öster om Dunoon. Trakten runt Dunoon består i huvudsak av gräsmarker.